# Аталая (Лориньян)
Атала́я (порт. Atalaia) — район (фрегезия) в Португалии, входит в округ Лиссабон. Является составной частью муниципалитета Лориньян. По старому административному делению входил в провинцию Эштремадура. Входит в экономико-статистический субрегион Оэште, который входит в Центральный регион. Население составляет 1555 человек на 2001 год. Занимает площадь 7,65 км².
Покровителем района считается Дева Мария (порт. Maria).